# Tammela (Hiiumaa)
Koordinaten: 58° 54′ N, 22° 49′ O

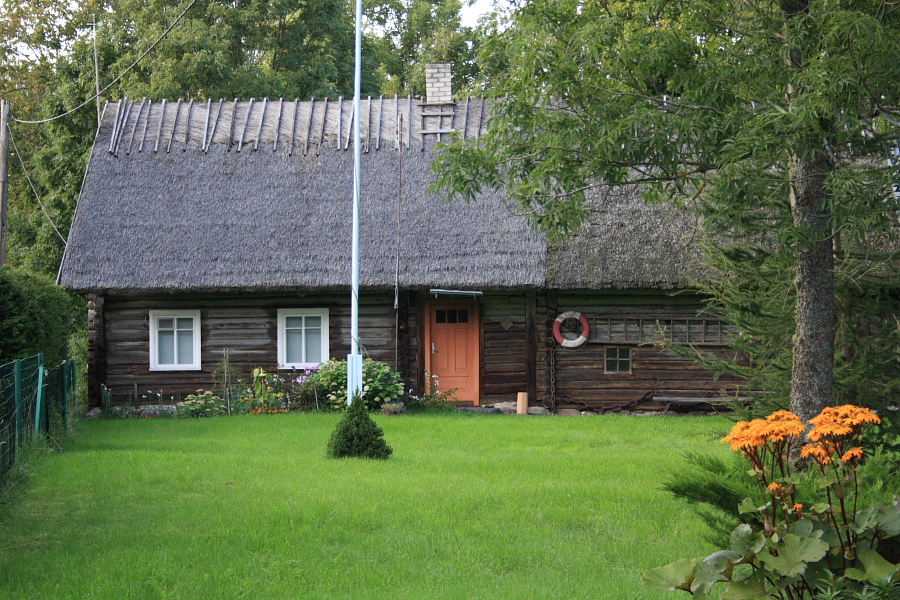
Reetgedecktes Haus in Tammela

Tammela ist ein Dorf (estnisch küla) in der Landgemeinde Hiiumaa (bis 2017: Landgemeinde Pühalepa).
Es liegt auf der zweitgrößten estnischen Insel Hiiumaa (deutsch Dagö).
Tammela hat heute sieben Einwohner (Stand 31. Dezember 2011).